# دهستان شهیدآباد (بابل)
دهستان شهیدآباد نام دهستانی در بخش بندپی غربی شهرستان بابل، استان مازندران در ایران است. براساس سرشماری مرکز آمار ایران در سال ۱۳۸۵، جمعیت آن ۱۰۸۷۹ نفر (۲۹۵۱ خانوار) بوده‌است.